# هورنتشورتش (محطة مترو أنفاق لندن)
هورنتشورتش (بالإنجليزية: Hornchurch)‏ هي إحدى محطات مترو أنفاق لندن. تقع على خط ديستريكت أفتتحت في المنطقة (Zone) رقم 6 أفتتحت في 1 مايو 1885، 2 يونيو 1902.